# Todos los caminos
Todos los caminos és una pel·lícula documental espanyola escrita, dirigida i produïda per Paola García Costas. Fou estrenada al Festival de Cinema Europeu de Sevilla el 10 de novembre de 2018 i compta amb la col·laboració del músic hospitalenc Antonio Orozco, qui va compondre la cançó La nana del camino per la pel·lícula. Fou exhibida als cinemes el 10 de gener de 2019.

## Sinopsi
L'actor Dani Rovira, i Paco Santiago, pare d'una nena afectada per la Síndrome de Rett (una malaltia rara poc investigada i que afecta preferentment les nenes), recorren amb bicicleta els més de 1.500 quilòmetres que van des de l'Hospital de Sant Joan de Déu de Barcelona a Roma, acompanyats de dos amics més, l'entrenador personal Martín i el bomber Germán. Pretenen arribar amb la seva causa social al Papa Francesc i donar-li visibilitat. En aquesta road movie internacional que travessa Espanya, França i Itàlia, Dani Rovira i els seus amics s'enfronten a centenars de quilòmetres amb bicicleta com una muntanya russa d'esdeveniments i emocions. Una aventura per la vida i transformació de tots els personatges implicats on l'amistat, la identitat, la tendresa, i, sobretot, l'humor són claus. I la defensa de la infància, el motor de la seva causa, perquè en paral·lel al repte esportiu transcorre un viatge per l'existència de la bella Martina, la filla de Paco i nena afectada per la Síndrome Rett, una malaltia rara que en l'actualitat no té cura i on la recerca és la seva única esperança.

## Crítiques
| «                             | "Malgrat al lloable treball solidari de tots dos, sobren les particularitats de la història d'amor entre Dani Rovira i Clara Lago" | » |
| — Javier Ocaña: Diari El País | |   |

| «                                      | "'Road movie' plena de peripècies (...) però el seu valor sobretot és humà i el seu missatge ens transmet l'important que és la lluita i l'esperança per a seguir endavant. (…) Puntuació: ★★★ (sobre 5)" | » |
| — Beatriz Martínez: Diari El Periódico | |   |

## Premis
Li fou atorgada la Medalla a la Solidaritat de les Medalles del Cercle d'Escriptors Cinematogràfics de 2018.